# Porroglossum taylorianum
Porroglossum taylorianum är en orkidéart som beskrevs av Carlyle August Luer. Porroglossum taylorianum ingår i släktet Porroglossum och familjen orkidéer. Inga underarter finns listade i Catalogue of Life.